# ¡No me toques las palmas que me conozco!
¡No me toques las palmas que me conozco! es el primer álbum de estudio de la cantante española María Isabel. 
Fue lanzado el 2 de noviembre de 2004, y relanzado en Edición Especial el 27 de diciembre de 2004.

## Información
El álbum fue grabado en los estudios Orixe en Barcelona en octubre de 2004 después de que María Isabel fuera seleccionada el 21 de septiembre de 2004 para representar a España en el Festival de Eurovisión Infantil 2004. Las canciones "Antes muerta que sencilla" y "Mira niño" ya habían sido previamente grabadas para el CD de  Eurojunior 2004. El 20 de noviembre de 2004, en el Festival de Eurovisión Infantil 2004 al terminar las votaciones, se proclamó ganadora con 171 puntos con la canción "Antes muerta que sencilla", escrita por ella y José Muñiz, el primer sencillo de este disco.
El álbum se publicó el 2 de noviembre de 2004 en España. Los remixes de" Antes muerta que sencilla" fueron mezclados y regrabados en diciembre de 2004 por Carlos Quintero, Xasqui Ten y María Isabel en los estudios Orixe de Barcelona. El 27 de diciembre de 2004, en España se publicó una Edición Especial del disco junto a un DVD.
El álbum posteriormente también fue publicado en Francia, Polonia, Suiza, Noruega, Dinamarca, Italia, México, Argentina, Estados Unidos y Japón.

## Ediciones
- ¡No me toques las palmas que me conozco! (CD). Sello: Vale Music.
- ¡No me toques las palmas que me conozco! (CD). Sellos: Vale Music y Universal Music.
- ¡No me toques las palmas que me conozco! Edición Especial (CD+DVD). Sello: Vale Music.
- ¡No me toques las palmas que me conozco! (CD). Sellos: Vale Music, AADI CAPIF y Universal Music.
- ¡No me toques las palmas que me conozco! Edición Especial (CD+DVD). Sello: Vale Music.
- ¡No me toques las palmas que me conozco! (CD). Sello: Vale Music.
- ¡No me toques las palmas que me conozco! (CD). Sellos: Vale Music y M6 Interactions.
- ¡No me toques las palmas que me conozco! (CD). Sellos: Vale Music y My Way Music.
- ¡No me toques las palmas que me conozco! (CD). Sello: Vale Music.
- ¡No me toques las palmas que me conozco!(CD). Sellos: Vale Music y Magic Records.
- ¡No me toques las palmas que me conozco! (CD). Sellos: Vale Music, Dolby Digital y Universal Music.
- ¡No me toques las palmas que me conozco! Edición Especial (CD+DVD). Sellos: Vale Music, Dolby Digital y Universal Music.
- ¡No me toques las palmas que me conozco! (CD). Sellos: Vale Music y TBA.
- Antes muerta que sencilla (CD). Sellos: Avex y Vale Music.
- María Isabel (CD/CD-ROM). Sellos: Vale Music, Time y Sony Music.

## Singles
- Antes muerta que sencilla
- ¡No me toques las palmas que me conozco!
- La vida es bella
- Antes muerta que sencilla (CD Sencillo). Sellos: Universal Music Group, Polydor y Vale Music.
- Antes muerta que sencilla (CD Sencillo). Sellos: Vale Music y Sony Music.
- Antes muerta que sencilla (Disco de vinilo Sencillo). Sellos: Vale Music y M6 Interactions.
- Antes muerta que sencilla (CD Sencillo). Sellos: Vale Music y M6 Interactions.
- Antes muerta que sencilla (CD Sencillo). Sello: ARS Entertainment.
- La vida es bella (CD Sencillo). Sellos: Vale Music y M6 Interactions.
- María Isabel (DVD Sencillo). Sellos: Vale Music y M6 Interactions.

## Grabación
La Grabación estuvo a cargo de Carlos Quintero y Mar de Pablos, en los estudios Orixe en Barcelona en octubre de 2004. Las canciones "Antes muerta que sencilla" y "Mira niño" ya habían sido previamente grabadas cuando ella estaba en el programa de Eurojunior 2004. Las versiones "Antes muerta que sencilla (Extended Version)" y "Antes muerta que sencilla (XTM Remix)" fueron regrabadas por María Isabel y remezcladas por  Carlos Quintero y Xasqui Ten en diciembre de 2004 para la Edición Especial. El álbum fue grabado en octubre de 2004, lanzado el 2 de noviembre de 2004, y relanzado en Edición Especial el 27 de diciembre de 2004.

## Promoción
El álbum fue muy bien recibido por el público, logrando mantenerse por más de 6 semanas en el Número 1 en España y en otros países de Europa. 
Hasta la fecha es el álbum de estudio más exitoso de María Isabel, logrando vender más de 500.000 copias entre España, Francia, Polonia, Suiza, Noruega, Dinamarca, Italia, México, Argentina, Estados Unidos y Japón.
El álbum tuvo en total 3 singles. 
El primero de ellos "Antes muerta que sencilla". 
Esta es la canción más exitosa del disco y de la carrera de María Isabel. 
El sencillo se mantuvo al igual que el disco en el Número 1 por muchas semanas. 
El segundo sencillo fue "¡No me toques las palmas que me conozco!", este también recibió muy buena aceptación por parte del público. 
El tercer y último sencillo fue "La vida es bella", este fue el único sencillo que no tuvo videoclip, pero fue publicado en CD sencillo físico solamente en Francia.

## Lista de canciones

### CD
1. Antes muerta que sencilla
2. La vida es bella
3. Un muchacho
4. ¡No me toques las palmas que me conozco!
5. Mi limusín
6. La noche y tu voz
7. Escalofrío
8. La Pepa
9. ¿Onde vas Marisabel?
10. Mira niño

#### Remixes Edición Especial
11. Antes muerta que sencilla (Extended Version)
12. Antes muerta que sencilla (XTM Remix)

#### Remixes Edición Japonesa
13. La vida es bella (Remix)
14. Antes muerta que sencilla (Overhead Champion Remix)
15. Antes muerta que sencilla (DJ Kazzanova Raggaeton Remix)

## DVD
Videoclip: 
- Antes muerta que sencilla

Actuaciones en TV: 
- Mira Niño
- ¡No me toques las palmas que me conozco!
- Antes muerta que sencilla

Karaokes: 
- Mira Niño
- ¡No me toques las palmas que me conozco!
- Antes muerta que sencilla

Eurojunior 2004
Festival Eurovisión Junior 2004
Extras:
- De vuelta a Ayamonte (Huelva)
- Hablando con Los Lunnis
- Biografía
- Fotos
- Mis Amigos

## Listas y certificaciones
| Listas (2004–2005)    | Pos. |
| --------------------- | ---- |
| Dinamarca (Hitlisten) | 13   |
| España (PROMUSICAE)   | 1    |
| Francia (SNEP)        | 73   |
| Noruega (VG-lista)    | 5    |

| País   | Proveedor  | Año  | Certificación                                     | Copias certificadas |
| Europa |            |      |                                                   |                     |
| España | Promusicae | 2005 | 4 [[:Archivo:Platinum record icon.svg\|]] Platono | 400.000             |

- Datos: Q4025109

1. ↑  «Maria Isabel – ¡No me toques las palmas que me conozco!» (en inglés). Danishcharts.com. Hung Medien.
2. ↑  «Maria Isabel – ¡No me toques las palmas que me conozco!». Spanishcharts.com. Hung Medien.
3. ↑  «Maria Isabel – ¡No me toques las palmas que me conozco!» (en francés). Lescharts.com. Hung Medien.
4. ↑  «Maria Isabel – ¡No me toques las palmas que me conozco!» (en noruego). Norwegiancharts.com. Hung Medien.